# Huelva (Gerichtsbezirk)
Der Gerichtsbezirk Huelva ist einer der sechs Gerichtsbezirke in der Provinz Huelva.
Der Bezirk umfasst 8 Gemeinden auf einer Fläche von 917,09 km² mit dem Hauptquartier in Huelva.

## Gemeinden
| Gemeinde                  | Einwohner (2024) | Fläche km² | Dichte Einw./km² | Cod INE | Postleitzahl                     |
| ------------------------- | ---------------- | ---------- | ---------------- | ------- | -------------------------------- |
| Aljaraque                 | 22.489           | 33,82      | 665              | 21002   | 21110, 21120, 21122              |
| Beas                      | 4.374            | 144,66     | 30               | 21011   | 21630                            |
| Gibraleón                 | 13.144           | 328,34     | 40               | 21035   | 21500                            |
| Huelva                    | 143.290          | 151,33     | 947              | 21041   | 21001–21007, 21070, 21071, 21080 |
| Punta Umbría              | 16.137           | 38,77      | 416              | 21060   | 21100                            |
| San Bartolomé de la Torre | 4.036            | 56,62      | 71               | 21063   | 21510                            |
| San Juan del Puerto       | 9.811            | 45,33      | 216              | 21064   | 21610                            |
| Trigueros                 | 8.110            | 118,22     | 69               | 21070   | 21620                            |
| Gerichtsbezirk Huelva     | 221.391          | 917,09     | 241              | –       | –                                |